# Józef Młynarzyk
Józef Młynarzyk, též Józef Mynarzyk, byl rakouský politik polské národnosti z Haliče, během revolučního roku 1848 poslanec Říšského sněmu.

## Biografie
Roku 1849 se uvádí jako Joseph Mynarczyk, hospodář v obci Rzeki.
Během revolučního roku 1848 se zapojil do veřejného dění. Ve volbách roku 1848 byl zvolen i na ústavodárný Říšský sněm. Zastupoval volební obvod Kęty. Tehdy se uváděl coby hospodář. Náležel ke sněmovní levici. Patřil mezi polské rolnické poslance.